# Antrodiètids
Els antrodiètids (Antrodiaetidae) són una família d'aranyes migalomorfes. Fou descrita per Willis J. Gertsch el 1940.

## Distribució
La seva distribució es redueix, amb algunes excepcions, al territori dels EUA amb tres zones:
- a l'oest (Califòrnia, Arizona, Nevada, Utah, Oregon, Washington, Idaho),
- al mig oest (Missouri, Kansas, Arkansas, Illinois)
- a l'est (fonamentalment a les Muntanyes Apalatxes).[5]

Dues espècies, Antrodiaetus roretzi i Antrodiaetus yesoensis, són endèmiques del Japó. Es consideren espècie relíquia a causa de fenòmens de vicariança, és a dir, que la població ha quedat dividida per l'aparició d'una barrera determinada o l'extinció de poblacions intermèdies, impedint d'aquesta manera el flux gènic i afavorint l'especiació.,

## Gèneres
És una família petita amb només 2 gèneres:
- Aliatypus Smith, 1908 (EUA)
- Antrodiaetus Ausserer, 1871 (EUA, Japó)

Fins fa uns anys i havia un tercer gènere, Atypoides (O. P.-Cambridge, 1883) que actualment és una sinonímia d' Antrodiaetus. Havia sigut una de les dues famílies del superfamília dels atipoideids, actualment no reconeguda. Però tenen algunes característiques que els apropen als atípids.

### Fòssils
Segons el World Spider Catalog versió 19.0 (2018), existeixen els següents gèneres fòssils:
- †Cretacattyma Eskov & Zonstein, 1990